# وفاق المسيلة
الوفاق الرياضي المسيلي،،هو فريق كرة قدم هاوي جزائري تأسس عام 1937، مقره ولاية المسيلة. يلعب الفريق في الدوري الجزائري الثاني هواة.